# Defensor dels drets humans
Un defensor o una defensora dels drets humans és una persona que treballa, de manera pacífica, en favor de tots els drets proclamats en la Declaració Universal dels Drets Humans. Ho pot fer informant al públic sobre violacions de drets humans o bé promovent campanyes per a la promoció i protecció d'aquests drets. Els defensors de drets humans poden ser advocats que defensen la causa dels presos polítics i el seu dret a un judici just, mares de desapareguts que marxen per exigir la veritat sobre la sort dels seus fills, periodistes, professors, sindicalistes que lluiten pel respecte dels seus drets econòmics, comunitats de camperols i indígenes que s'organitzen per defensar el reconeixement dels seus drets o organitzacions que lluiten contra la impunitat dels autors de violacions dels drets humans. S'ha de destacar que aquesta "lluita" pel respecte dels Drets Humans és sovint una activitat d'alt risc, en segons quin país, i els grups i individus que s'hi comprometen són sovint l'objectiu privilegiat d'autoritats i de grups privats que recorren a desaparicions forçades, execucions sumàries, detencions arbitràries o a la tortura per tal de silenciar-los.
Diverses ONGs tenen un programa específic per als defensors de drets humans, per exemple l'Organització Mundial Contra la Tortura o Amnistia Internacional.
El 9 de desembre de 1998 l'Assemblea General de l'ONU va aprovar la resolució 53/144 denominada "Declaració sobre el dret i el deure dels individus, els grups i les institucions de promoure i protegir els drets humans i les llibertats fonamentals universalment reconeguts", més coneguda com la Declaració sobre els defensors dels drets humans. Arxivat 2017-08-02 a Wayback Machine.